# Просперо Колона
Просперо Колона (на италиански: Prospero Colonna, Prosper Colonna; * 1452, Ланувио, южно от Рим; † 30 декември 1523, Милано) е италиански кондотиер на служба на Папската държава и на Свещената Римска империя през Италианските войни.

## Биография
Произлиза от род Колона, братовчед е на Фабрицио Колона.
През 1484 г. Просперо Колона защитава замъка на своята фамилия в Палиано от съперниците Орсини и Риарио. След това е на служба при кардинала и по-късния папа Юлий II, Джулиано дела Ровере, който е държан в плен в Рим от папа Александър VI. Просперо се бие известно време за Шарл VIII и след победата против папата през 1495 г. той отива в Рим, придружен от братовчед си Фабрицио Колона.
Просперо получава херцогство Траетто и графство Форли. Фабрицио и Просперо Колона организират защитата на Неаполитанското кралство. Те са победени и затворени в Кастел Нуово при Неапол. Папа Александър VI ги отлъчва от църквата и конфискува замъците им в Лацио. След освобождението им двамата братовчеди постъпват на служба при испанския вицекрал на Неапол Гонзало Фернáндез де Кóрдоба, за да изгонят французите от Италия. След смъртта на Александър VI той получава обратно собственостите си в Лацио.
През 1515 г. Просперо е пленен от французите. След откупването му с 350 фунд злато, той командва цялата войска на съюзниците и откъсва Италия от Франция.
Просперо увеличава територията си и става един от най-големите феодални господари в Южна Италия. Умира на 30 декември 1523 г. Италия го почита с името Paganorum defensor et italicae gentis pater.

## Фамилия
Просперо е женен за Ковела Сансеверино и има един син:
- Веспасиано Колона (1480 – 1528), граф на Фонди и херцог на Траето, женен за Беатриче Апиани и 1526 г. за Джулия Гонзага